# Mramorizacija papira
Mramorizacija papira slikarska je tehnika koja može proizvesti uzorke slične glatkom mramoru ili drugim vrstama kamena odnosno uzorcima dobivenim tehnikom mokume gane na metalu. Uzorci su rezultat boje koja pluta na običnoj vodi ili viskoznoj otopini, a zatim se pažljivo prenosi na upijajuću površinu, poput papira ili tkanine. Kroz nekoliko stoljeća ljudi su nanosili mramoru slične uzorke na različite površine. Često se koristi kao površina za pisanje za kaligrafiju, a posebno za korice knjiga. Dio privlačnosti ove tehnike je to što je svaki otisak jedinstven te je u tom smislu tehnika srodna monotipiji.

## Postupak
Postoji nekoliko metoda za izradu mramoriziranih papira. Plitka posuda se napuni vodom, a razne vrste tinte ili boje pažljivo se nanose na površinu kistom za tintu. Različiti aditivi ili kemikalije poput tenzida koriste se kako bi se pomoglo plutanju boje. Postupak se ponavlja sve dok se površina vode (ili neke guste tekućine) ne prekrije koncentričnim prstenovima ili razlivenim linijama. Plutajućim bojama se zatim pažljivo manipulira bilo puhanjem u njih izravno ili kroz slamku, raspršivanjem boja ili pažljivom uporabom ljudske kose za miješanje boja. Složenije se uzorke najčešće dobiva korištenjem posebnih češlju sličnih alata. Danas postoji i izrazito pojednostavljena verzija tehnike koja koristi pjenu za brijanje u spreju kao podlogu.

## Povijest
Postoje različite verzije podrijetla tehnike. Smatra se da tehnika potječe iz Kine, no spominju se i Japan, Uzbekistan, Indija, Pakistan, Perzija i druge zemlje. Oko XII stoljeća u Japanu je postojala umjetnost zvana suminagashi (jap. plutajuća tinta). Šintoistički redovnici koristili su ovu tehniku za stvaranje dizajna na papiru i tkanini. Strast prema ovoj umjetnosti bila je toliko raširena da je zahvatila japanskog cara i njegove dvorjane.
U Turskoj se tehnika pojavila u 7. stoljeću. Naziv ebru počeo se koristiti tek tri stoljeća kasnije. Turski majstori toliko su ovladali ovom tehnikom da su osim apstraktnih i cvjetnih uzoraka mogli stvarati i realistične slike. U Europi se tehnika pojavila negdje u XVII stoljeću.

## Vanjske poveznice
- Art of the Marbler, 1970 film - Bedfordshire Record Office of Cockerell marbling

- The International Marbling Network